# Коле де Дез
Коле де Дез (фр. Collet-de-Dèze) насеље је и општина у јужној Француској у региону Лангдок-Русијон, у департману Лозер која припада префектури Флорак.
По подацима из 2005. године у општини је живело 711 становника, а густина насељености је износила 27 становника/km². Општина се простире на површини од 26,47 km². Налази се на средњој надморској висини од 306 метара (максималној 900 m, а минималној 260 m).

## Демографија
| 1962. | 1968. | 1975. | 1982. | 1990. | 1999. | 2011. |
| ----- | ----- | ----- | ----- | ----- | ----- | ----- |
| 767   | 738   | 667   | 537   | 634   | 718   | 666   |

График промене броја становника у току последњих година